# Baktharahalli, Kunigal
Baktharahalli là một làng thuộc tehsil Kunigal, huyện Tumkur, bang Karnataka, Ấn Độ.